# Anisoneura sphingoides
Anisoneura sphingoides là một loài bướm đêm trong họ Noctuidae.